# Colin Farrell
Colin James Farrell ( /ˈfærəl/; Castleknock, Dublín, 31 de mayo de 1976) es un actor irlandés. Protagonista de éxitos de taquilla y películas independientes desde la década de 2000, ha recibido varios premios y nominaciones, incluidos dos Globos de Oro y una nominación a un Premio de la Academia. El Irish Times lo nombró el quinto actor de cine más importante de Irlanda en 2020, y la revista Time lo nombró una de las 100 personas más influyentes del mundo en 2023.  
Farrell comenzó a actuar en la serie dramática de la BBC Ballykissangel (1998) e hizo su debut cinematográfico en el drama The War Zone (1999). Su primer papel principal en una película fue en el drama de guerra Tigerland (2000), y logró su gran avance en la película de ciencia ficción de Steven Spielberg Minority Report (2002). Asumió papeles de alto perfil como Bullseye en Daredevil (2003) y Alejandro Magno en Alexander (2004), con otros papeles protagónicos en Miami Vice de Michael Mann (2006) y Cassandra's Dream de Woody Allen (2007). 
Farrell obtuvo elogios por interpretar a un asesino a sueldo novato en la comedia de Martin McDonagh In Bruges (2008), ganando un Globo de Oro. Luego interpretó una variedad de papeles principales y de personajes en la comedia Horrible Bosses (2011), la película de ciencia ficción Total Recall (2012), el drama Saving Mr. Banks (2013), las comedias oscuras Seven Psychopaths (2012). Winter's Tale (2014), The Lobster (2015) y The Killing of a Sacred Deer (2017), los thrillers The Beguiled (2017) y Widows (2018), y las películas de fantasía Animales fantásticos y dónde encontrarlos (2016) y Dumbo (2019). También protagonizó la segunda temporada de la serie de suspenso True Detective de HBO (2015).
En 2022, Farrell interpretó a Penguin en la película de superhéroes The Batman y obtuvo elogios por sus papeles en el drama de ciencia ficción After Yang, la película de supervivencia Thirteen Lives y el drama de McDonagh The Banshees of Inisherin. Por interpretar a un ingenuo irlandés en este último, ganó la Copa Volpi al Mejor Actor y otro Globo de Oro, además de una nominación al Premio de la Academia al Mejor Actor. 

## Biografía
Creció en Castleknock, Irlanda. Es hijo y sobrino de exfutbolistas. Eamon Farrell, su padre, le inculcó su afición por el fútbol, aunque siendo adolescente descubrió que su verdadera pasión era la interpretación y el arte dramático. Se apuntó a un grupo de danza que se iba de gira por Australia. Al volver se matriculó en la Escuela de Arte Dramático Gaiety de Dublín, donde estudió actuación e interpretación junto con su hermana. En la Gaiety era de los alumnos más prometedores. Y así, de la capital de Irlanda se fue a Londres.

## Trayectoria profesional
Sus primeras apariciones en cine fueron en The War Zone, Ordinary Decent Criminal (donde trabajó junto con Kevin Spacey) y Tigerland, de Joel Schumacher y primera película americana de Colin. Otras películas en las que ha trabajado han sido Minority Report, Hart's War, The Recruit y Phone Booth, esta última del realizador Joel Schumacher, quien por segunda vez dirigió a Farrell en un concepto novedoso donde el 90% de la película se desarrolla dentro de una cabina telefónica en la que el protagonista se ve atrapado debido a las amenazas de un psicópata. En 2004 el actor da vida a Alejandro Magno en la película Alexander, de Oliver Stone. También tuvo un pequeño cameo en la serie televisiva Scrubs en el papel de Billy Callahan en el capítulo 14 de la cuarta temporada. En El sueño de Casandra, de Woody Allen, Farrell y Ewan McGregor interpretan a dos hermanos muy distintos. Posteriormente ha rodado dos películas de directores emergentes: Pride and Glory y Escondidos en Brujas. La segunda, un thriller con toques de humor negro, aupó a Farrell como ganador de un Globo de Oro. En el 2009, Jude Law, Johnny Depp y Colin Farrell sustituyeron en las escenas finales al fallecido actor Heath Ledger en la película The Imaginarium of Doctor Parnassus. En 2012 protagoniza Desafío Total (Total Recall), adaptación del homónimo filme de 1990 con Arnold Schwarzenegger, donde interpreta a Douglas Quaid, empleado de una fábrica decide tomarse unas pequeñas vacaciones mentales y contrata a una empresa de viajes virtuales para que le implante recuerdos de un inexistente viaje turístico a Marte. En el 2015 reaparece en la segunda temporada de la serie de HBO True Detective, interpretando al detective Ray Velcoro. La serie ha conseguido todo tipo de críticas, resaltando la actuación de Collin. En 2017 se pone de nuevo a las órdenes del director griego Yorgos Lanthimos (tras The Lobster, 2015) para protagonizar The Killing of a Sacred Deer.

## Vida privada
Se casó en julio de 2001 con la pianista Amelia Warner, aunque su matrimonio duró apenas cuatro meses. Se le han atribuido numerosos romances: se le relacionó tras la ruptura con Demi Moore y Britney Spears. También mantuvo relaciones sentimentales con la chica Playboy Nicole Narain, con Paris Hilton y, durante el rodaje de Alejandro Magno, con Angelina Jolie.
Tiene dos hijos: un hijo con la modelo Kim Bordenave, James Padraig, que padece una enfermedad genética llamada síndrome de Angelman, y otro con Alicja Bachleda-Curuś, actriz polaca, que se llama Henry Tadeusz.

## Filmografía

### Largometrajes
| Año  | Título original                         | Personaje                             | Ref.   |
| ---- | --------------------------------------- | ------------------------------------- | ------ |
| 1995 | Frankie Starlight                       | Hombre joven en el cine               |        |
| 1999 | The War Zone                            | Nick                                  |        |
| 2000 | Ordinary Decent Criminal                | Alec                                  |        |
| 2000 | Tigerland                               | Private Roland Bozz                   |        |
| 2001 | American Outlaws                        | Jesse James                           |        |
| 2002 | Hart's War                              | Lt. Thomas W. Hart                    | [ 7 ]  |
| 2002 | Minority Report                         | Agt. Danny Witwer                     | [ 8 ]  |
| 2002 | Phone Booth                             | Stu Shepard                           | [ 7 ]  |
| 2003 | The Recruit                             | James Douglas Clayton                 | [ 9 ]  |
| 2003 | Daredevil                               | Bullseye                              | [ 10 ] |
| 2003 | Veronica Guerin                         | Tattooed Boy (cameo)                  |        |
| 2003 | S.W.A.T.                                | Officer III Jim Street                | [ 11 ] |
| 2003 | Intermission                            | Lehiff                                |        |
| 2004 | A Home at the End of the World          | Bobby Morrow                          |        |
| 2004 | Alexander                               | Alejandro Magno                       | [ 12 ] |
| 2005 | The New World                           | Capitán John Smith                    | [ 13 ] |
| 2006 | Miami Vice                              | Detective James "Sonny" Crockett      | [ 14 ] |
| 2006 | Ask the Dust                            | Arturo Bandini                        |        |
| 2007 | Cassandra's Dream                       | Terry Blaine                          | [ 15 ] |
| 2008 | Kicking It (Documental)                 | Narrator                              |        |
| 2008 | Pride and Glory                         | Sgt. Jimmy Egan                       | [ 16 ] |
| 2008 | In Bruges                               | Ray                                   | [ 17 ] |
| 2009 | Ondine                                  | Syracuse / Circus                     | [ 18 ] |
| 2009 | Triage                                  | Mark Walsh                            | [ 19 ] |
| 2009 | Crazy Heart                             | Tommy Sweet                           | [ 20 ] |
| 2009 | The Imaginarium of Doctor Parnassus     | Imaginarium Tony                      | [ 21 ] |
| 2010 | The Way Back                            | Valka                                 | [ 22 ] |
| 2010 | London Boulevard                        | Harry Mitchel                         | [ 23 ] |
| 2011 | Horrible Bosses                         | Bobby Pellitt                         | [ 24 ] |
| 2011 | Fright Night                            | Jerry Dandrige                        | [ 24 ] |
| 2012 | Total Recall                            | Douglas Quaid / Agent Carl Hauser     | [ 25 ] |
| 2012 | Seven Psychopaths                       | Marty Faranan                         | [ 26 ] |
| 2013 | Dead Man Down                           | Victor / Laszlo Kerick                | [ 27 ] |
| 2013 | Epic                                    | Ronin (voz)                           | [ 28 ] |
| 2013 | Saving Mr. Banks                        | Travers Robert Goff                   | [ 29 ] |
| 2014 | Winter's Tale                           | Peter Lake                            | [ 30 ] |
| 2014 | Miss Julie                              | John                                  | [ 31 ] |
| 2015 | The Lobster                             | David                                 | [ 32 ] |
| 2015 | Solace                                  | Charles Ambrose                       | [ 33 ] |
| 2016 | Fantastic Beasts and Where to Find Them | Percival Graves / Gellert Grindelwald | [ 34 ] |
| 2017 | The Killing of a Sacred Deer            | Steven Murphy                         | [ 35 ] |
| 2017 | The Beguiled                            | John McBurney                         | [ 36 ] |
| 2017 | Roman J. Israel, Esq.                   | George Pierce                         | [ 37 ] |
| 2018 | Widows                                  | Jack Mulligan                         | [ 38 ] |
| 2019 | Dumbo                                   | Holt Farrier                          | [ 39 ] |
| 2019 | The Gentlemen                           | Coach                                 | [ 40 ] |
| 2020 | Artemis Fowl                            | Artemis Fowl I                        | [ 41 ] |
| 2020 | Ava                                     | Simon                                 | [ 42 ] |
| 2021 | Voyagers                                | Richard Alling                        | [ 43 ] |
| 2021 | After Yang                              | Jake                                  | [ 44 ] |
| 2022 | The Batman                              | Oswald "Oz" Cobblepot / The Penguin   | [ 45 ] |
| 2022 | Thirteen Lives                          | John Volanthen                        | [ 46 ] |
| 2022 | The Banshees of Inisherin               | Pádraic Súilleabháin                  | [ 47 ] |
| 2024 | The Spaceman (cortometraje)             | The Spaceman (voz)                    | [ 48 ] |
| TBA  | A Big Bold Beautiful Journey            | David                                 | [ 49 ] |
| TBA  | The Ballad of a Small Player            |                                       | [ 50 ] |

### Series
| Año       | Título original      | Personaje                      | Notas                                   | Ref.   |
| --------- | -------------------- | ------------------------------ | --------------------------------------- | ------ |
| 1998–1999 | Ballykissangel       | Danny Byrne                    | 18 episodios                            |        |
| 1998      | Falling for a Dancer | Daniel McCarthey               | 4 episodios                             |        |
| 2005      | Scrubs               | Billy Callahan                 | Episodio: "My Lucky Charm"              | [ 51 ] |
| 2010      | Sesame Street        | Himself                        | Episodio: "The Whoosh & Vanish Mystery" | [ 52 ] |
| 2015      | True Detective       | Detective Ray Velcoro          | 8 episodios                             | [ 53 ] |
| 2021      | The North Water      | Henry Drax                     | 5 episodios                             | [ 54 ] |
| 2024      | Sugar                | John Sugar                     | Serie                                   | [ 55 ] |
| 2024      | The Penguin          | Oswald "Oz" Cobb / The Penguin | 8 episodios; actor principal            | [ 56 ] |

## Reconocimientos
| Año  | Premio                                | Resultado | Categoría                                         | Película                  |
| ---- | ------------------------------------- | --------- | ------------------------------------------------- | ------------------------- |
| 2000 | Boston Society of Film Critics Awards | Ganador   | Mejor Actor                                       | Tigerland                 |
| 2002 | Shanghái International Film Festival  | Ganador   | Mejor Actor                                       | Hart's War                |
| 2003 | Irish Film and Television Awards      | Ganador   | Mejor actor (Voto del público)                    | -                         |
| 2003 | London Critics Circle Film Awards     | Ganador   | Actor británico revelación del año                | Tigerland                 |
| 2003 | Teen Choice Awards                    | Ganador   | Mejor Villano                                     | Daredevil                 |
| 2004 | MTV Movie Awards, México              | Ganador   | Mejor actor                                       | S.W.A.T.                  |
| 2009 | Golden Globe Award                    | Ganador   | Mejor actor - Comedia o musical                   | In Bruges                 |
| 2010 | Irish Film and Television Awards      | Ganador   | Mejor actor                                       | Ondine                    |
| 2023 | Premios Óscar                         | Nominado  | Mejor actor                                       | The Banshees of Inisherin |
| 2025 | Golden Globe Award                    | Ganador   | Mejor actor de miniserie o telefilme              | El Pingüino               |
| 2025 | Critics' Choice Television Awards     | Ganador   | Mejor actor en película/miniserie                 | El Pingüino               |
| 2025 | Premios del Sindicato de Actores      | Ganador   | Mejor actor de televisión - Miniserie o telefilme | El Pingüino               |